# ستيفن إم. روس (سياسي)
ستيفن إم. روس هو سياسي أمريكي، ولد في 1951. نشط حزبياً في الحزب الجمهوري. وقد انتخب عضو مجلس نواب كارولينا الشمالية ‏.